# Вимірювальні установки групові
Групові́ вимі́рювальні уста́новки (рос. групповые измерительные установки; англ. satellite measuring group units, нім. Gruppenmesseranlagen f pl) — устаткування для автоматичного вимірювання дебіту групи свердловин і кожної свердловини в умовах однотрубної системи збору нафти і газу, для контролю за роботою окремої свердловини, за наявністю подачі рідини, а також для автоматичного, або за командою з диспетчерського пункту, блокування свердловин або устаткування в цілому під час виникання аварійних ситуацій.
Групові вимірювальні установки поділяються: за методами вимірювання дебіту рідини — об'ємні, вагові, масові;
- за режимом вимірювання — з почерговим або одночасним підключенням свердловин (групи свердловин);
- за кількістю вимірювальних параметрів — 
  - однопараметрові (дебіт рідини),
  - двопараметрові (дебіт нафти і води або дебіт нафти і газу),
  - трипараметрові (з контролем продуктивності по нафті, газу та воді).